# M1 (телеканал)
«M1» — загальноукраїнський музичний телеканал, який транслює кліпи та розважальні програми у стереозвучанні. Входить до медіахолдингів «Starlight Media» (50 %) та «ТАВР Медіа» (50 %).

## Історія
Телеканал «M1» вийшов в етер у грудні 2001 року. З 1 лютого 2002 року телеканал здійснює супутникове мовлення.
З 2004 до 2009 року на телеканалі вперше в Україні транслювалися мультсеріали «Сімпсони» та «Футурама» адаптовані до української аудиторії.
У різні роки в етері «M1» транслювалися шоу: Каннський кінофестиваль (2009), American Music Awards (2009), Греммі (2012), Victoria's Secret Fashion Show (2012), Brit Awards (2013).
Також телеканал транслює музичні й інші події: Таврійські ігри, Український тиждень моди, «Чорноморські ігри», «Велике весілля» від «Русское Радио Україна» та інші.
З 1 листопада 2014 року разом зі спорідненим телеканалом «M2», «M1» мовить у широкоекранному форматі зображення 16:9.
2015 року телеканалом «M1» була заснована музична премія «M1 Music Awards». Премія спрямована на визначення видатних досягнень в музичній індустрії та визнання особистого внеску в розвиток українського шоу-бізнесу.
Покриття каналу — понад 70 % території України. Частка аудиторії телеканалу 2006 року складала 1,39 %; 2007 — 1,7 %; 2008 — 1,4 % (11-е місце серед каналів, які показують в Україні)[джерело?]; 2011 — 1,2 % (14-49, 50+ тис.). 2012 року частка М1 за цією цільовою аудиторією становила 2,14 % (панель 50+ тис.).
2018 року частка «M1» склала 1,41 % з рейтингом 0,2 % (дані Індустріального Телевізійного Комітету, аудиторія 18-54 міста 50 тис.+, 13-е місце серед українських каналів).
Із 7 листопада 2019 року разом зі спорідненим телеканалом «M2», «M1» мовить у форматі високої чіткості (HD) у кабельних та IPTV мережах («Ланет» та «Megogo»).
У грудні 2019 року частка «M1» склала 1,14 % з рейтингом 0,16 % (дані Індустріального Телевізійного Комітету, аудиторія 18-54 міста 50 тис.+, 14-е місце серед українських каналів).
У грудні 2020 року частка каналу склала 0,92 % з рейтингом 0,13 % (дані Індустріального Телевізійного Комітету, аудиторія 18-54 міста 50 тис.+, 14-е місце серед українських каналів).
2021 року частка телеканалу склала 0,76 % з рейтингом 0,09 % (дані системи рейтингів Nielsen, аудиторія 18-54 міста 50 тис.+, 15-е місце серед українських каналів).
Після початку повномасштабного вторгнення Росії в Україну телеканал припинив трансляцію російських кліпів в етері, а з 24 лютого 2022 до 1 квітня 2023 року наповнення етеру складали переважно україномовні пісні.
3 квітня 2025 року Міністерство культури та інформаційної політики України надало каналу статус критично важливого. Таким чином його працівники можуть бути заброньовані від мобілізації.

## Логотип
Телеканал змінив 2 логотипи. Теперішній — 3-й за ліком.
| Логотип | Опис |
| ------- | --- |
|         | З 27 грудня 2001 до 30 серпня 2021 року та з 1 вересня 2023 року логотипом є біла стилізована цифра «1», лівіше якої стилізована та розбита ліва половина літери «M» червоного кольору. Знаходиться у правому верхньому куті. З 26 лютого 2022 року внизу логотипу використовується білий напис «#переможемо».                                                                      |
|         | З 31 серпня 2021 до 23 лютого 2022 року логотипом був об'ємний стилізований напис «М1», розміщений зверху і дещо повернутий вправо. Логотип червоного кольору, а його основа — білого. Праворуч напису «М1» розміщувався дрібний чорний круг з білим написом «2.0». Знаходився там же. З квітня 2015 року схожий логотип (без напису «2.0») використовується у заставках і анонсах. |
|         | Після початку повномасштабного російського вторгнення в Україну з 24 лютого 2022 до 31 серпня 2023 року використовувався перший логотип каналу синьо-жовтого кольору. 27 червня до 3 жовтня 2022 року до логотипу телеканал додав QR-код, який вів на m1.tv/donate. Під час реклами QR-код зникав.                                                                                  |

## Керівні особи
- Натела Чхартішвілі-Зацаринна — генеральна продюсерка

## Проєкти телеканалу

### Поточні програми
- M1 HITS
- Димов & Вінярська
- Міністерство прем'єр
- Світанок
- Своє. Рідне
- Своє. Рідне. Шоубіз
- Час кохати
- Webкамера
- Weekend із М1

### Архів програм
- Хорошоу
- Вольності Вольнової
- Guten Morgen
- Maxtreme
- EmOneNews
- Blond 007
- Blond 2012
- UA TOP 10
- RU TOP 10
- UK TOP 10
- USA TOP 10
- M1 TOP 10
- M1 TOP 40
- The best of top 7
- КАРАОКЕ
- Всі кліпи…
- SHAKEанемо, бейбі
- tvій формат
- Калиханка
- Євросерія
- Long Play
- Pop.Ua
- Coolbaba.CC
- Burnые Ночки
- Хіт-контроль
- M1cipe
- Русалкі IN DA HOUSE
- Весілля для тебе
- Козирний People
- DJ's & PJ's
- Супертехноперегони
- Kita Club
- Go Girls
- Звёзды зажигают
- 10 самих
- Напросилися
- Папараці
- Планета ШОУБІЗ
- Музичні слоти 2011-2012 (POP, Lounge, Fresh, Jazz, UKR, RUS, Electro, Rock, Club, Nostalgie, Creme de la Creme, Classic, Back To The Future та інші.)
- Skins
- Життя — зоопарк
- Безсоромні
- Amazonki
- Viva La Vita
- MJ Tone Parad
- Погода
- Молочні Брати
- Колекція М1
- Ласкаво Ходимо
- Хіт готов!
- Дай покататися!
- Fun Чарт
- Music Post
- Блондинка в шоколаде
- Популярна правда
- В теме
- Російський чарт
- Стилістика
- Булкі
- Хроніки моди
- Web-парад
- Новіє Рускіє Горкі
- Свіжа кров
- chatDivchat
- Star Magazine
- Шок і Сльози Голівуду
- Чат з особистістю
- Чіпси-чікси-Лавандос
- M20 (раніше — «20 пальців Сараханди», «М2О»)
- USA не Попса!
- Mozgi Тур
- 5 Случайных
- Моя Профешн
- Dance Parade Kiss FM
- Хіт-контроль
- 21+
- ПОП-конвеєр
- Старт-UP Show з Nescafe 3в1
- VIP
- Star ID
- Lady Land
- Хроніки моди
- Привет, декрет!
- Billboard Chart Show
- Ікра
- TopTikTok
- Перший TV Влог
- Despacito Corazon Chart
- Золотой граммофон
- Dance Parade Kiss FM
- Червона рута
- Instagram Chart
- Найкращі куми України
- Хітова дюжина
- Мій плейлист
- M1 News
- Shazam Chart
- Музичні слоти 2021-2022 (Давай Вставай, Relax Time, Топ Жир, Давай Співай, Давай Танцюй)
- M1 Music Awards News
- M1 Music Awards Chart
- M1 Stories 2.0
- Щоденне Show
- Пряма мова Байрактара
- Музичний Lend-Lease
- Ранок у великому місті
- Головний хіт-парад країни
- Головний хіт-парад України
- Мультипотяг
- Мультитрек
- Неймовірні дуети
- Collection M1

## Ведучі
- Андрій Чорновол
- Денис Жупник
- Галина Завійська
- Таня Лі
- Лера Товстолес
- Саня Димов
- Олена Вінярська
- Lida Lee
- Даніель Салем

У різні роки на «M1» ведучими були: Кузьма Скрябін, дуети Время и стекло, Потап и Настя, Альона Вінницька, Валерій Харчишин, Олександр Положинський, Оля Горбачова, Ольга Цибульська, СолоХа, Артем Пивоваров та інші.

## Нагороди
- 2003 — проєкт «Tvій формат: Скрябін» був відзначений нагородою «Телетріумф» у номінації «Музика на телебаченні»[33]
- 2004 — проєкт «Tvій формат: Океан Ельзи» був відзначений нагородою «Телетріумф» у номінації «Розважальна (музична/гумористична) програма»[34]
- 2004 — графічна заставка М1 була нагороджена премією «Телетріумф», в номінації «Теледизайн (графічне оформлення телеканалу/програми)»[34]
- 2005 — ведуча «M1» Василіса Фролова перемогла в номінації «Ведучий розважальної програми», премії «Телетріумф»[35]
- 2005 — продюсер «M1» Валентин Коваль переміг у номінації «Продюсер», премії «Телетріумф»[35]
- 2011 — графічна заставка «Кров з молоком» була нагороджена премією «Телетріумф», в номінації «Телевізійний дизайн (ID) каналу»[36][37][38]
- 2011 — програма «Свіжа кров від Djuice на M1» була відзначена нагородою «Телетріумф» в номінації «Музична програма. Популярна музика»[38]
- 2012 — проєкт «10 років перші» був відзначений нагородою «Телетріумф» у номінації «Музична програма/фільм»[39]
- 2012 — графічна заставка «Музика всюди» була нагороджена премією «Телетріумф», в номінації «Телевізійний дизайн (ID) каналу»[40]
- 2013 — проєкт «Брюссель» був нагороджений премією «Телетріумф» у номінації «Музична програма/фільм»[41]

## Мовлення

### Супутникове мовлення
| Супутник         | Стандарт | Частота | Символьна швидкість | Поляризація       | FEC | Формат зображення | Кодування |
| ---------------- | -------- | ------- | ------------------- | ----------------- | --- | ----------------- | --------- |
| Astra 4A (4.8°E) | DVB-S2   | 12073   | 30000               | горизонтальна (H) | 2/3 | MPEG-4            | FTA       |

### Етерне цифрове мовлення
| Канал | Мультиплекс | Стандарт | EPG | Формат мовлення |
| ----- | ----------- | -------- | --- | --------------- |
| 4     | MX-2        | DVB-T2   | Ні  | SD 576i 16:9    |

## Критика

### Скандал з Андрієм Підлужним
У жовтні 2013 року продюсер та музикант Андрій Підлужний звинуватив телеканал «M1» у плагіаті. За його словами, новий проєкт телеканалу «Star Поиск» є «злизаною» версією його проєкту «STAR-Сіті», що виходив на телеканалі «СІТІ» у 2007 році. Підлужний стверджував, що запропонував і залишив свій сторіборд у кабінеті Валентина Коваля ще у 2010 році, але отримав відмову. У той же час навіть назва та логотип нового проєкту «M1» нагадують проєкт на каналі «СІТІ».
Андрій Підлужний також звинуватив «М1» в необґрунтовано великих цінах на ротацію кліпів, непосильну для молодих українських музикантів.

### Засилля кліпів російських виконавців
М1 неодноразово критикують за велику кількість російської музики в етері каналу.
Зокрема, 2016 року активісти громадської організації «Відсіч» зафіксували трансляцію кліпу, де були зафіксовані російські поліцейські.
|  | 24 вересня на М1 транслювали кліп з російськими ментами. М1 вирішив не втрачати гроші, відмовляючи у ротації подібного кліпу. Простіше замалювати опізнавальні знаки російських правоохоронців. |

Наприкінці січня 2017 року невідомі намагались підпалити шини на паркані біля офісу М1 та М2. Свої дії пояснили наступний чином: «Напередодні вшанування трагедії Крут телеканал М1 отруює свідомість українців пропагандою окупанта, запускаючи в ефір москальських виконавців. Тому сьогодні [27 січня 2017], невідомі українські студенти підпалили шини біля входу у центральний офіс телеканалу, щоб вказати власникам що в патріотів України уривається терпець».
На початку 2020 року блогер та засновник Defence Blog Ділан Малясов на своїй сторінці в Facebook повідомив про ротацію кліпу російської співачки на каналі М1.
|  | Був у гостях і побачив ефір М1 і там стара знайома. Мила дівчина Клавдія Високова, яка виступає під псевдонімом Клава Кока, можливо талановита — нагороджена численними нагородами та орденами «ДНР» за те, що виступала на їх шабаші в центрі Донецька, за підтримку російської влади й окупації Криму |

Пан Малясов також оприлюднив фото виступів співачки на окупованих територіях. Зокрема, Клава Кока виступала в окупованому Донецьку у вересні 2019 року.
Також неодноразово телеканал критикували за трансляцію концертів російських співаків Артура Пірожкова та Zivert.

## Порушення в день жалоби
Моніторинг Національної ради з питань телебачення і радіомовлення показав, що 20 січня 2025 року телеканал «M1» не поширював інформацію про 10-річчя з часу завершення боїв за Донецький аеропорт у повному обсязі, а саме мінімум — раз на дві години. В результаті регулятор виніс припис.